# Мавзолей Салима Чишти

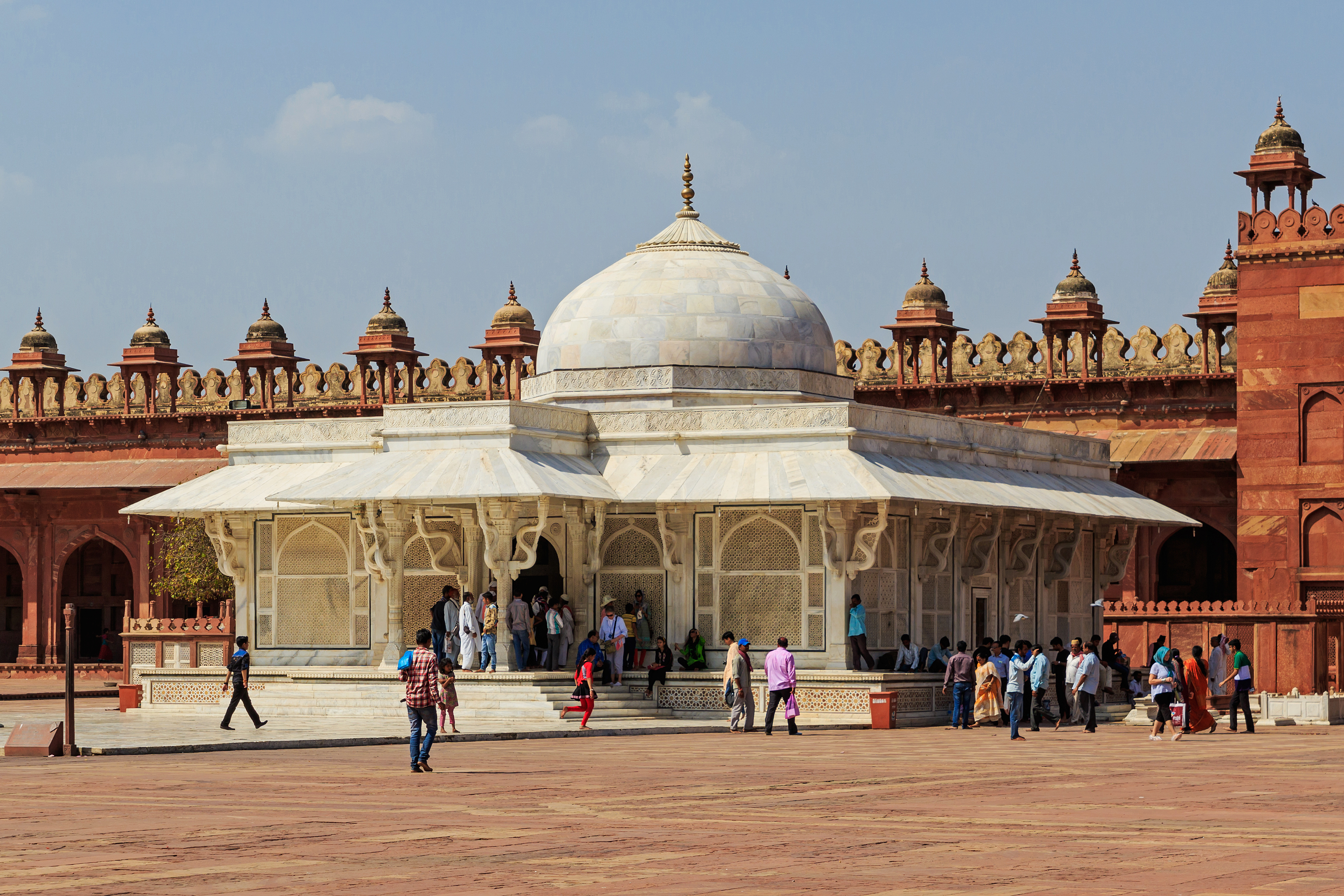
Мавзолей Салима Чишти (2016 год)

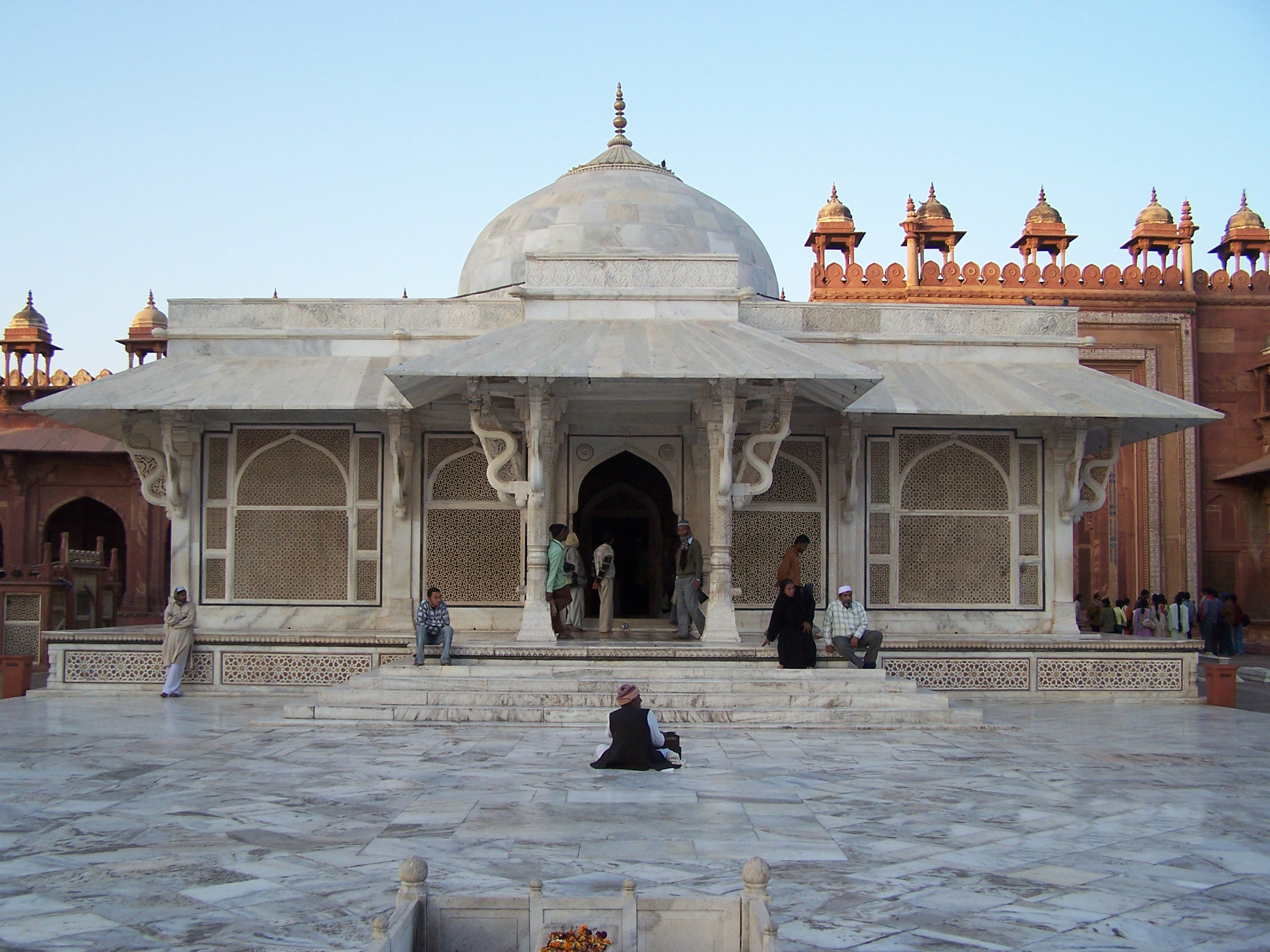
Мавзолей Салима Чишти (2005 год)

Мавзоле́й ше́йха Сали́ма Чи́шти — один из характерных образцов могольского зодчества, созданный в 1580—1581 годах в составе имперского храмового комплекса. Расположен рядом с мавзолеем Зенана Рауза лицом в южным воротам Буланд Дарваза во дворе мечети Джама Масджид. В мавзолее упокоился потомок знаменитого суфийского святого Муинуддина Чишти Аджмерийского известный суфийский святой Салим Чишти (1478—1572) из тариката Чишти, живший в одной из пещер кряжа в Фатехпур-Сикри. Мавзолей возведён падишахом Могольской империи Акбаром Великим в знак своей признательности суфийскому святому, который предсказал рождение его сына — принца Салима Нуруддин Джахангир названного в честь Салима Чишти.

## Устройство мавзолея

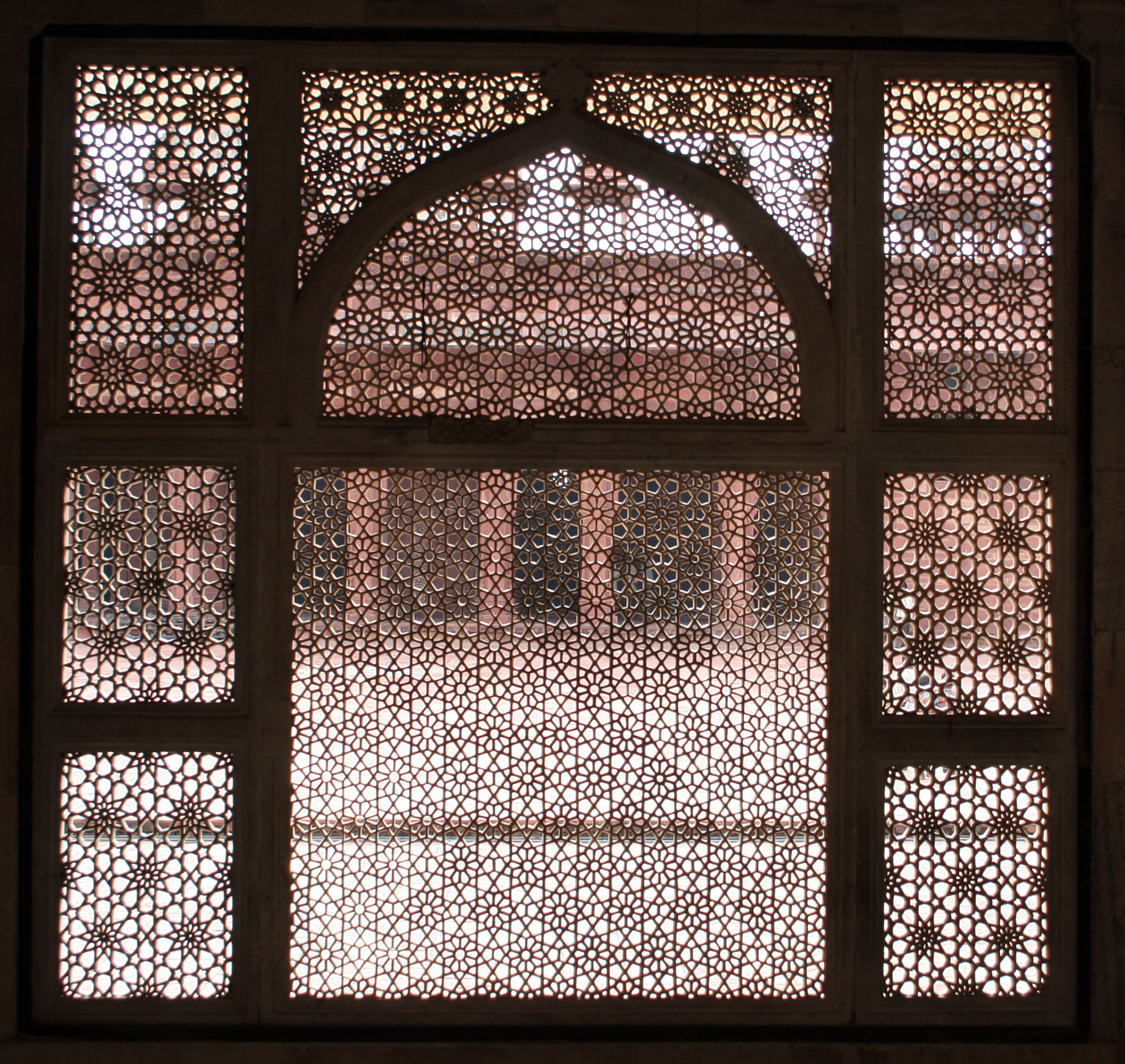
Причудливая джали, каменное решётчатое окно, выходящее во двор Джама Масджид

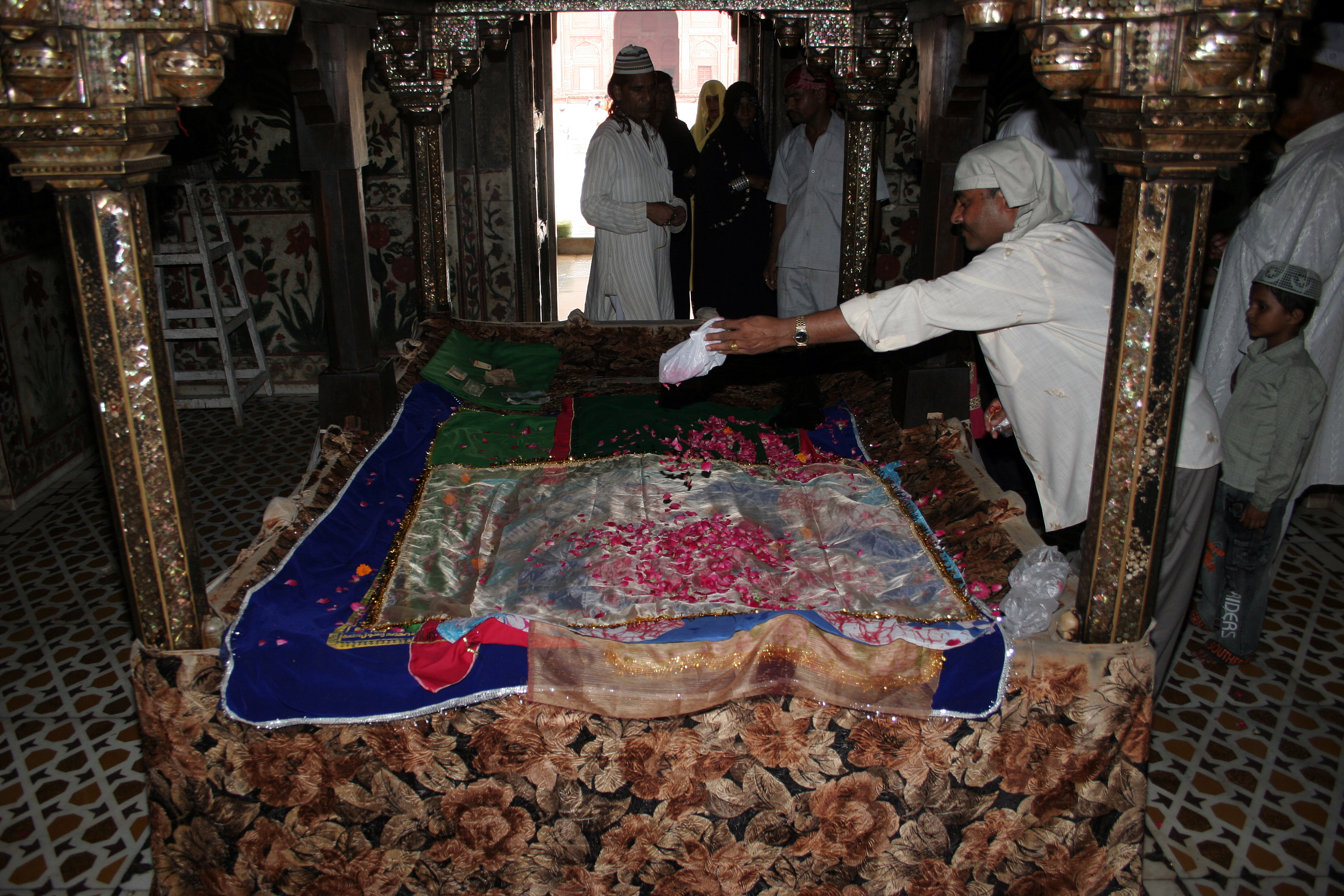
Деревянный навес инкрустирован перламутром в виде мозаики

Мавзолей построен на платформе-цоколе, высота которого примерно 1 метр. Пятиступенчатая лестница ведёт в портик. Сама гробница скрыта со всех сторон мраморными перегородками с ажурной резьбой — джали. Мавзолей увенчан одним единственным куполом. Платформа-цоколь инкрустирована вставками из чёрного и жёлтого мрамора в виде причудливого цветочного узора. Эбеновые чхапархаты (столбики) (англ. chhaparkhat) располагаются по сторонам кенотафа, который обычно накрыт зелёным покрывалом (цвет ислама). Деревянный навес инкрустирован перламутром в виде мозаики.
Вход в основное помещение богато украшен арабесками и коранической каллиграфией в виде сур и аятов. Коранические стихи, выполненные из голубого мрамора, обрамлены рамками из коричневого мрамора. Стены самой усыпальницы покрыты резьбой и росписью, а белый мраморный пол инкрустирован разноцветными камнями.

## Поверье
Паломники приходят помолиться святому Салиме Чишти и попросить у него помощи. Считается, что ажурная резьба («вязь», «сплетение», «нить», «узел») на перегородках служит постоянным напоминанием святому о просьбах молящихся. Таким образом, в отличие от многих других подобных святых мест, паломнику не нужно возвращаться для развязывания, когда желание будет выполнено.